# Mikle (sielsowiet Gudogaje)
Mikle – dawny folwark. Tereny, na których był położony, leżą obecnie na Białorusi, w obwodzie grodzieńskim, w rejonie ostrowieckim, w sielsowiecie Gudogaje.

## Historia
W czasach zaborów folwark w gminie Polany, w powiecie oszmiańskim, w guberni wileńskiej Imperium Rosyjskiego. W 1866 roku liczył 17 mieszkańców w 1 domu. W 1905 roku liczyła 12 mieszkańców, 50 dziesięcin.
W latach 1921–1945 folwark leżał w Polsce, w województwie wileńskim, w powiecie wileńsko-trockim, w gminie Gierwiaty a następnie w powiecie oszmiańskim, w gminie Polany.
W 1931 w 1 domu zamieszkiwało 6 osób.
Wierni należeli do parafii rzymskokatolickiej w Ostrowcu. Miejscowość podlegała pod Sąd Grodzki w Wornianach i Okręgowy w Wilnie; właściwy urząd pocztowy mieścił się w Ostrowcu.